# خان‌خانیم‌لی
خان‌خانیم‌لی (به لاتین: Xanxanımlı) یک منطقه مسکونی در جمهوری آذربایجان است که در شهرستان بردع واقع شده است. خان‌خانیم‌لی ۳۵۹ نفر جمعیت دارد.